# Micropsectra acuta
Micropsectra acuta е насекомо от разред Двукрили (Diptera), семейство Хирономидни (Chironomidae). Няма подвидове.